# Vòng loại Giải vô địch bóng đá nữ U-17 châu Âu 2012
Vòng loại Giải vô địch bóng đá nữ U-17 châu Âu 2012 diễn ra từ 29 tháng 9 năm 2011 tới 1 tháng 5 năm 2012 nhằm xác định bốn đội tuyển dự vòng chung kết Giải vô địch bóng đá nữ U-17 châu Âu 2012 tại Nyon, Thụy Sĩ.
Có tổng cộng 42 quốc gia cử đại diện tham dự vòng loại. Đức và Hà Lan được miến vòng loại thứ nhất.

## Vòng một
Lễ bốc thăm chia bảng vòng loại thứ nhất diễn ra ngày 16 tháng 11 năm 2010.
Chủ nhà của các bảng đấu được in nghiêng.

### Bảng 1
| Đội     | Tr | T | H | B | BT | BB | HS  | Đ |
| ------- | -- | - | - | - | -- | -- | --- | - |
| Thụy Sĩ | 3  | 3 | 0 | 0 | 34 | 2  | +32 | 9 |
| Ba Lan  | 3  | 2 | 0 | 1 | 19 | 2  | +17 | 6 |
| Latvia  | 3  | 1 | 0 | 2 | 1  | 21 | –20 | 3 |
| Gruzia  | 3  | 0 | 0 | 3 | 1  | 30 | –29 | 0 |

| Ba Lan                                                                     | 6 – 0    | Latvia |
| -------------------------------------------------------------------------- | -------- | ------ |
| Pajor 5', 34', 69' · Ņikiforova 32' (l.n.) · Szaj 63' (ph.đ.) · Jaszek 79' | Chi tiết |        |

| Thụy Sĩ | 17 – 1   | Gruzia |
| ------- | -------- | ------ |
|         | Chi tiết |        |

| Thụy Sĩ | 15 – 0   | Latvia |
| ------- | -------- | ------ |
|         | Chi tiết |        |

| Gruzia | 0 – 12   | Ba Lan |
| ------ | -------- | ------ |
|        | Chi tiết |        |

| Ba Lan | 1 – 2    | Thụy Sĩ |
| ------ | -------- | ------- |
|        | Chi tiết |         |

| Latvia | 1 – 0    | Gruzia |
| ------ | -------- | ------ |
|        | Chi tiết |        |

### Bảng 2
| Đội              | Tr | T | H | B | BT | BB | HS  | Đ |
| ---------------- | -- | - | - | - | -- | -- | --- | - |
| Cộng hòa Ireland | 3  | 2 | 1 | 0 | 10 | 3  | +7  | 7 |
| România          | 3  | 2 | 0 | 1 | 11 | 6  | +5  | 6 |
| Ý                | 3  | 1 | 1 | 1 | 9  | 4  | +5  | 4 |
| Bắc Macedonia    | 3  | 0 | 0 | 3 | 1  | 18 | −17 | 0 |

### Bảng 3
| Đội       | Tr | T | H | B | BT | BB | HS  | Đ |
| --------- | -- | - | - | - | -- | -- | --- | - |
| Thụy Điển | 3  | 3 | 0 | 0 | 21 | 0  | +21 | 9 |
| Hungary   | 3  | 2 | 0 | 1 | 7  | 5  | +2  | 6 |
| Croatia   | 3  | 0 | 1 | 2 | 2  | 12 | –10 | 1 |
| Bulgaria  | 3  | 0 | 1 | 2 | 2  | 15 | –13 | 1 |

### Bảng 4
| Đội      | Tr | T | H | B | BT | BB | HS  | Đ |
| -------- | -- | - | - | - | -- | -- | --- | - |
| Na Uy    | 3  | 3 | 0 | 0 | 17 | 1  | +16 | 9 |
| Nga      | 3  | 2 | 0 | 1 | 6  | 4  | +2  | 6 |
| Slovenia | 3  | 1 | 0 | 2 | 7  | 8  | –1  | 3 |
| Litva    | 3  | 0 | 0 | 3 | 0  | 17 | –17 | 0 |

### Bảng 5
| Đội            | Tr | T | H | B | BT | BB | HS  | Đ |
| -------------- | -- | - | - | - | -- | -- | --- | - |
| Pháp           | 3  | 3 | 0 | 0 | 23 | 1  | +22 | 9 |
| Wales          | 3  | 1 | 0 | 2 | 1  | 6  | –5  | 3 |
| Moldova        | 3  | 1 | 0 | 2 | 2  | 9  | –7  | 3 |
| Quần đảo Faroe | 3  | 1 | 0 | 2 | 1  | 11 | –10 | 3 |

### Bảng 6
| Đội         | Tr | T | H | B | BT | BB | HS | Đ |
| ----------- | -- | - | - | - | -- | -- | -- | - |
| Anh         | 3  | 3 | 0 | 0 | 10 | 4  | +6 | 9 |
| Phần Lan    | 3  | 2 | 0 | 1 | 13 | 6  | +7 | 6 |
| Israel      | 3  | 1 | 0 | 2 | 3  | 12 | –9 | 3 |
| Bắc Ireland | 3  | 0 | 0 | 3 | 4  | 8  | –4 | 0 |

### Bảng 7
| Đội        | Tr | T | H | B | BT | BB | HS  | Đ |
| ---------- | -- | - | - | - | -- | -- | --- | - |
| Đan Mạch   | 3  | 2 | 1 | 0 | 11 | 3  | +8  | 7 |
| Serbia     | 3  | 2 | 1 | 0 | 9  | 5  | +4  | 7 |
| Thổ Nhĩ Kỳ | 3  | 1 | 0 | 2 | 6  | 7  | –1  | 3 |
| Hy Lạp     | 3  | 0 | 0 | 3 | 0  | 11 | −11 | 0 |

| Thổ Nhĩ Kỳ                 | 3 – 4    | Serbia                                       |
| -------------------------- | -------- | -------------------------------------------- |
| Topçu 11', 68' · Duran 74' | Chi tiết | 28' Delić · 37' Čanković · 49', 75' Đorđević |

| Hy Lạp | 0 – 2    | Thổ Nhĩ Kỳ             |
| ------ | -------- | ---------------------- |
|        | Chi tiết | 53' Başkol · 58' Aydın |

| Thổ Nhĩ Kỳ | 1 – 3    | Đan Mạch                       |
| ---------- | -------- | ------------------------------ |
| Topçu 37'  | Chi tiết | 4' Brøndum Jensen · 77' Hansen |

### Bảng 8
| Đội          | Tr | T | H | B | BT | BB | HS  | Đ |
| ------------ | -- | - | - | - | -- | -- | --- | - |
| Bỉ           | 3  | 2 | 1 | 0 | 12 | 0  | +12 | 7 |
| Cộng hòa Séc | 3  | 2 | 1 | 0 | 11 | 0  | +11 | 7 |
| Belarus      | 3  | 1 | 0 | 2 | 4  | 9  | –5  | 3 |
| Estonia      | 3  | 0 | 0 | 3 | 0  | 18 | –18 | 0 |

### Bảng 9
| Đội                  | Tr | T | H | B | BT | BB | HS  | Đ |
| -------------------- | -- | - | - | - | -- | -- | --- | - |
| Tây Ban Nha          | 3  | 3 | 0 | 0 | 20 | 0  | +20 | 9 |
| Bosna và Hercegovina | 3  | 2 | 0 | 1 | 5  | 8  | –3  | 6 |
| Ukraina              | 3  | 1 | 0 | 2 | 4  | 10 | –6  | 3 |
| Azerbaijan           | 3  | 0 | 0 | 3 | 1  | 12 | –11 | 0 |

### Bảng 10
| Đội        | Tr | T | H | B | BT | BB | HS  | Đ |
| ---------- | -- | - | - | - | -- | -- | --- | - |
| Iceland    | 3  | 2 | 1 | 0 | 7  | 3  | +4  | 7 |
| Scotland   | 3  | 1 | 2 | 0 | 6  | 3  | +3  | 5 |
| Áo         | 3  | 1 | 1 | 1 | 13 | 3  | +10 | 4 |
| Kazakhstan | 3  | 0 | 0 | 3 | 0  | 17 | –17 | 0 |

### Xếp hạng đội nhì bảng
Chỉ các trận đấu với đội nhất bảng và thứ ba mới được sử dụng để xác định thứ hạng.
| Bg |                      | Tr | T | H | B | BT | BT | HS | Đ |
| -- | -------------------- | -- | - | - | - | -- | -- | -- | - |
| 8  | Cộng hòa Séc         | 2  | 1 | 1 | 0 | 5  | 0  | +5 | 4 |
| 7  | Serbia               | 2  | 1 | 1 | 0 | 6  | 5  | +1 | 4 |
| 6  | Phần Lan             | 2  | 1 | 0 | 1 | 9  | 4  | +5 | 3 |
| 1  | Ba Lan               | 2  | 1 | 0 | 1 | 7  | 2  | +5 | 3 |
| 2  | România              | 2  | 1 | 0 | 1 | 5  | 5  | 0  | 3 |
| 4  | Nga                  | 2  | 1 | 0 | 1 | 4  | 4  | 0  | 3 |
| 3  | Hungary              | 2  | 1 | 0 | 1 | 4  | 5  | –1 | 3 |
| 9  | Bosna và Hercegovina | 2  | 1 | 0 | 1 | 3  | 7  | –4 | 3 |
| 10 | Scotland             | 2  | 0 | 2 | 0 | 3  | 3  | 0  | 2 |
| 5  | Wales                | 2  | 0 | 0 | 2 | 0  | 6  | –6 | 0 |

## Vòng hai
Mười bốn đội đi tiếp cùng U-17 Đức và U-17 Hà Lan góp mặt ở vòng hai. Bốn đội đầu bảng lọt vào vòng chung kết. The draw was held on 15 tháng 11 năm 2011.
Các đội in nghiêng là đội chủ nhà của bảng đấu.

### Bảng 1
| Đội     | Tr | T | H | B | BT | BB | HS | Đ |
| ------- | -- | - | - | - | -- | -- | -- | - |
| Thụy Sĩ | 3  | 2 | 1 | 0 | 5  | 3  | 2  | 7 |
| Iceland | 3  | 2 | 0 | 1 | 4  | 2  | 2  | 6 |
| Anh     | 3  | 1 | 0 | 2 | 1  | 2  | -1 | 3 |
| Bỉ      | 3  | 0 | 1 | 2 | 4  | 7  | -3 | 1 |

| Thụy Sĩ                                     | 3–3      | Bỉ                                   |
| ------------------------------------------- | -------- | ------------------------------------ |
| Pulver 6' · Stöckli 80' · Castignetti 80+2' | Chi tiết | Aertsen 17', 77' · Van De Voorde 41' |

| Anh | 0–1      | Iceland    |
| --- | -------- | ---------- |
|     | Chi tiết | Jessen 14' |

| Thụy Sĩ     | 1–0      | Iceland |
| ----------- | -------- | ------- |
| Ribeaud 47' | Chi tiết |         |

| Bỉ | 0–1      | Anh          |
| -- | -------- | ------------ |
|    | Chi tiết | Williams 21' |

| Anh | 0–1      | Thụy Sĩ     |
| --- | -------- | ----------- |
|     | Chi tiết | Ribeaud 40' |

| Iceland                             | 3–1      | Bỉ         |
| ----------------------------------- | -------- | ---------- |
| Jensen 4', 40' · Sigurdardóttir 73' | Chi tiết | Koenig 68' |

### Bảng 2
| Đội              | Tr | T | H | B | BT | BB | HS  | Đ |
| ---------------- | -- | - | - | - | -- | -- | --- | - |
| Pháp             | 3  | 3 | 0 | 0 | 12 | 0  | +12 | 9 |
| Na Uy            | 3  | 2 | 0 | 1 | 3  | 4  | −1  | 6 |
| Cộng hòa Ireland | 3  | 1 | 0 | 2 | 1  | 6  | −5  | 3 |
| Ba Lan           | 3  | 0 | 0 | 3 | 0  | 6  | −6  | 0 |

| Pháp                                                     | 4–0      | Cộng hòa Ireland |
| -------------------------------------------------------- | -------- | ---------------- |
| Toletti 56' · Bathy 61' · Atamaniuk 66' · Declercq 80+3' | Chi tiết |                  |

| Na Uy        | 1–0      | Ba Lan |
| ------------ | -------- | ------ |
| Eikeland 33' | Chi tiết |        |

| Pháp                                                     | 4–0      | Ba Lan |
| -------------------------------------------------------- | -------- | ------ |
| Toletti 26' (ph.đ.) · Blanchard 35', 65' · Atamaniuk 74' | Chi tiết |        |

| Cộng hòa Ireland | 0–2      | Na Uy                     |
| ---------------- | -------- | ------------------------- |
|                  | Chi tiết | Eikeland 13' · Kvamme 39' |

| Na Uy | 0–4      | Pháp                                             |
| ----- | -------- | ------------------------------------------------ |
|       | Chi tiết | Romanelli 5' · Declercq 12', 70' · Blanchard 74' |

| Ba Lan | 0–1      | Cộng hòa Ireland |
| ------ | -------- | ---------------- |
|        | Chi tiết | Farrell 28'      |

### Bảng 3
| Đội       | Tr | T | H | B | BT | BB | HS | Đ |
| --------- | -- | - | - | - | -- | -- | -- | - |
| Đan Mạch  | 3  | 2 | 1 | 0 | 5  | 1  | +4 | 7 |
| Thụy Điển | 3  | 1 | 1 | 1 | 4  | 4  | 0  | 4 |
| Hà Lan    | 3  | 1 | 0 | 2 | 4  | 3  | –1 | 3 |
| Phần Lan  | 3  | 1 | 0 | 2 | 4  | 7  | –3 | 3 |

| Thụy Điển                             | 3–2      | Phần Lan                        |
| ------------------------------------- | -------- | ------------------------------- |
| Hedell 28' · Törnros 36' · Hallin 54' | Chi tiết | Saastamoinen 53' · Peltonen 76' |

| Hà Lan     | 1–2      | Đan Mạch                         |
| ---------- | -------- | -------------------------------- |
| Miedema 6' | Chi tiết | Poulsen 16' · Hansen 23' (ph.đ.) |

| Hà Lan    | 1–2      | Phần Lan                         |
| --------- | -------- | -------------------------------- |
| Drost 37' | Chi tiết | Tunturi 18' · Janssen 80' (l.n.) |

| Đan Mạch | 0–0      | Thụy Điển |
| -------- | -------- | --------- |
|          | Chi tiết |           |

| Thụy Điển  | 1–2      | Hà Lan                         |
| ---------- | -------- | ------------------------------ |
| Hallin 10' | Chi tiết | A. Bosveld 72' · Miedema 80+3' |

| Phần Lan | 0–3      | Đan Mạch                      |
| -------- | -------- | ----------------------------- |
|          | Chi tiết | Hansen 3', 68' · Fisker 80+4' |

### Bảng 4
| Đội          | Tr | T | H | B | BT | BB | HS | Đ |
| ------------ | -- | - | - | - | -- | -- | -- | - |
| Đức          | 3  | 3 | 0 | 0 | 9  | 0  | +9 | 9 |
| Tây Ban Nha  | 3  | 2 | 0 | 1 | 9  | 5  | +4 | 6 |
| Cộng hòa Séc | 3  | 0 | 1 | 2 | 2  | 6  | –4 | 1 |
| Serbia       | 3  | 0 | 1 | 2 | 4  | 13 | –9 | 1 |

| Đức                | 2–0      | Cộng hòa Séc |
| ------------------ | -------- | ------------ |
| Leluschko 45', 79' | Chi tiết |              |

| Tây Ban Nha                                                                   | 7–2      | Serbia             |
| ----------------------------------------------------------------------------- | -------- | ------------------ |
| Sánchez 3' · Fraile 32', 40+2' · Esteban 43', 44' · López 54' · Fernández 73' | Chi tiết | Djordjević 5', 16' |

| Đức                                                 | 4–0      | Serbia |
| --------------------------------------------------- | -------- | ------ |
| Däbritz 23' (ph.đ.), 75' · Wilde 49' · Spengler 73' | Chi tiết |        |

| Cộng hòa Séc | 0–2      | Tây Ban Nha      |
| ------------ | -------- | ---------------- |
|              | Chi tiết | Esteban 53', 65' |

| Tây Ban Nha | 0–3      | Đức                                   |
| ----------- | -------- | ------------------------------------- |
|             | Chi tiết | Däbritz 9', 79' (ph.đ.) · Wilde 80+3' |

| Serbia            | 2–2      | Cộng hòa Séc                |
| ----------------- | -------- | --------------------------- |
| Pantelić 31', 59' | Chi tiết | Hloupá 29' · Svitková 80+2' |